# Javier Camuñas Gallego
Javier Camuñas Gallego (Madrid, 17 de juliol de 1980) és un exfutbolista professional madrileny. Era un migcampista versàtil, capaç de jugar com a migcampista ofensiu o com a extrem, i fins i tot podia fer de segon davanter.
Va jugar un total de 205 partits a La Liga, amb 24 gols al llarg de vuit temporades, en què va representar el Rayo Vallecano, Recreativo, CA Osasuna, Vila-real CF i Deportivo. També va jugar 155 partits, amb 27 gols, a Segona Divisió, principalment amb el Xerez CD.